# Slam City Jam
Slam City Jam is een Amerikaans skateboardkampioenschap. Het wordt jaarlijks gehouden in Vancouver (Canada). Het begon in 1994 en is uitgegroeid tot een van de grootste skateboardevenementen in de wereld. Het vindt meestal plaats in het BC Pace Stadium. Het wordt gesponsord door Solo Mobile en Vans Shoes. 
Slam City Jam is ook een level uit het videospel Tony Hawk's Underground, waar het een grote rol speelt voor de vorderingen van de speler. Bij een wedstrijd in dit park wordt hij officieel als professioneel gesponsord.

## Eerdere winnaars
Vert
| Jaar | Winnaar           |
| ---- | ----------------- |
| 2004 | Bucky Lasek       |
| 2003 | Sandro Dias       |
| 2002 | Bucky Lasek       |
| 2001 | Bob Burnquist     |
| 2000 | Bob Burnquist     |
| 1999 | Mattias Ringstrom |
| 1998 | Rune Glifberg     |
| 1997 | Colin McKay       |
| 1996 | Rune Glifberg     |
| 1995 | Bob Burnquist     |
| 1994 | Colin McKay       |

Street
| Jaar | Winnaar           |
| ---- | ----------------- |
| 2004 | Greg Lutzka       |
| 2003 | Ryan Sheckler     |
| 2002 | Rodil Araujo      |
| 2001 | Eric Koston       |
| 2000 | Ryan Johnson      |
| 1999 | Rick McCrank      |
| 1998 | Rodil Araujo jr   |
| 1997 | Chris Senn        |
| 1996 | Carlos de Andrade |
| 1995 | Ed Templeton      |
| 1994 | Kareem Campbell   |

Vrouwen Vert
| Jaar | Winnaar            |
| ---- | ------------------ |
| 2004 | Cara Beth Burnside |
| 2003 | Cara Beth Burnside |
| 2002 | Jen O Brien        |
| 2001 | Jen O Brien        |
| 2000 | Candy Hiler Kramer |
| 1999 | Jen O Brien        |

Vrouwen Street
| Jaar | Winnaar        |
| ---- | -------------- |
| 2004 | Vanessa Torres |
| 2003 | Vanessa Torres |
| 2002 | Amy Caron      |
| 2001 | Vanessa Torres |
| 2000 | Cnaan Omer     |
| 1999 | Elissa Steamer |
| 1998 | Elissa Steamer |